# とこなめ招き猫通り

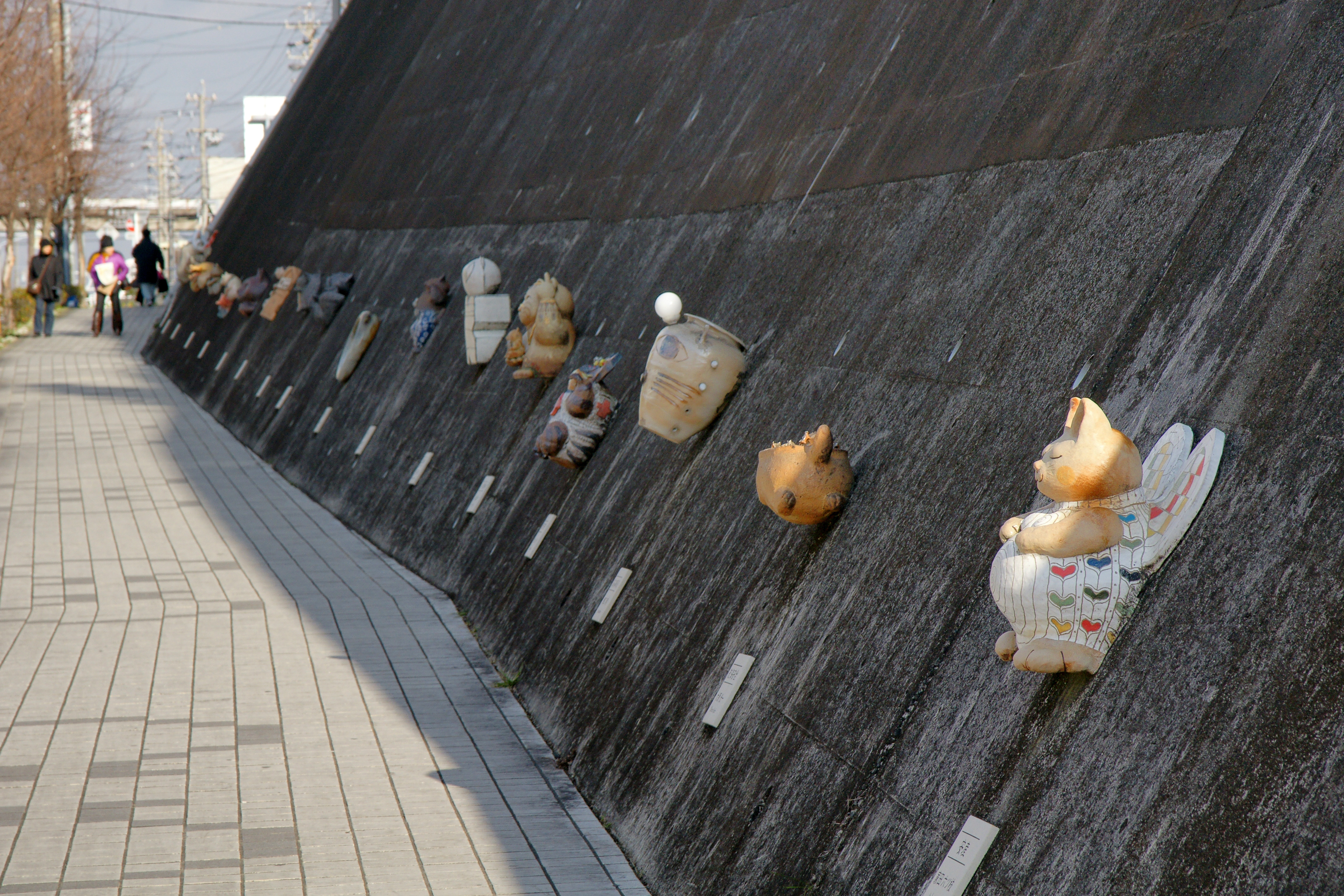
とこなめ招き猫通り

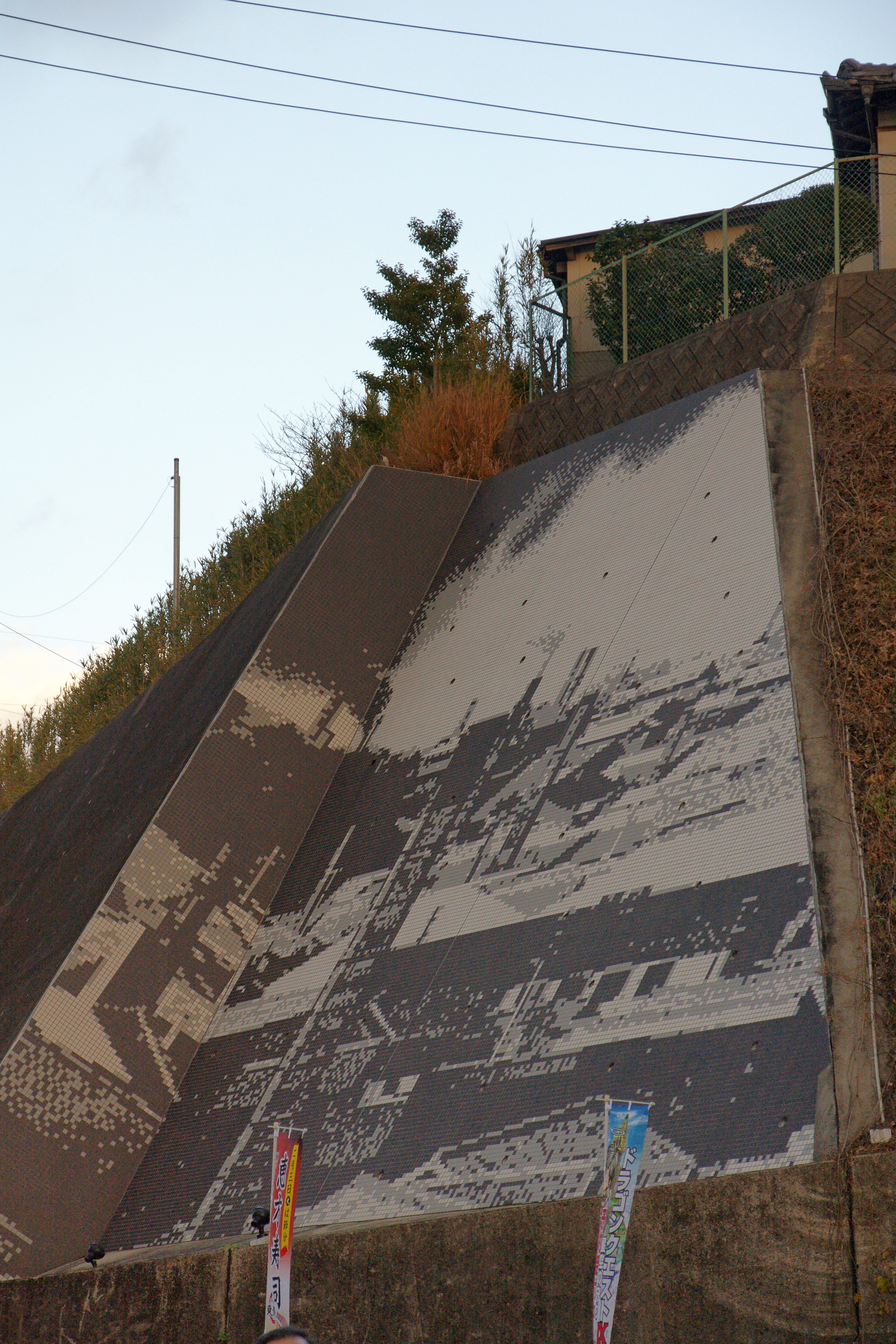
常滑昭和30年代のモニュメント

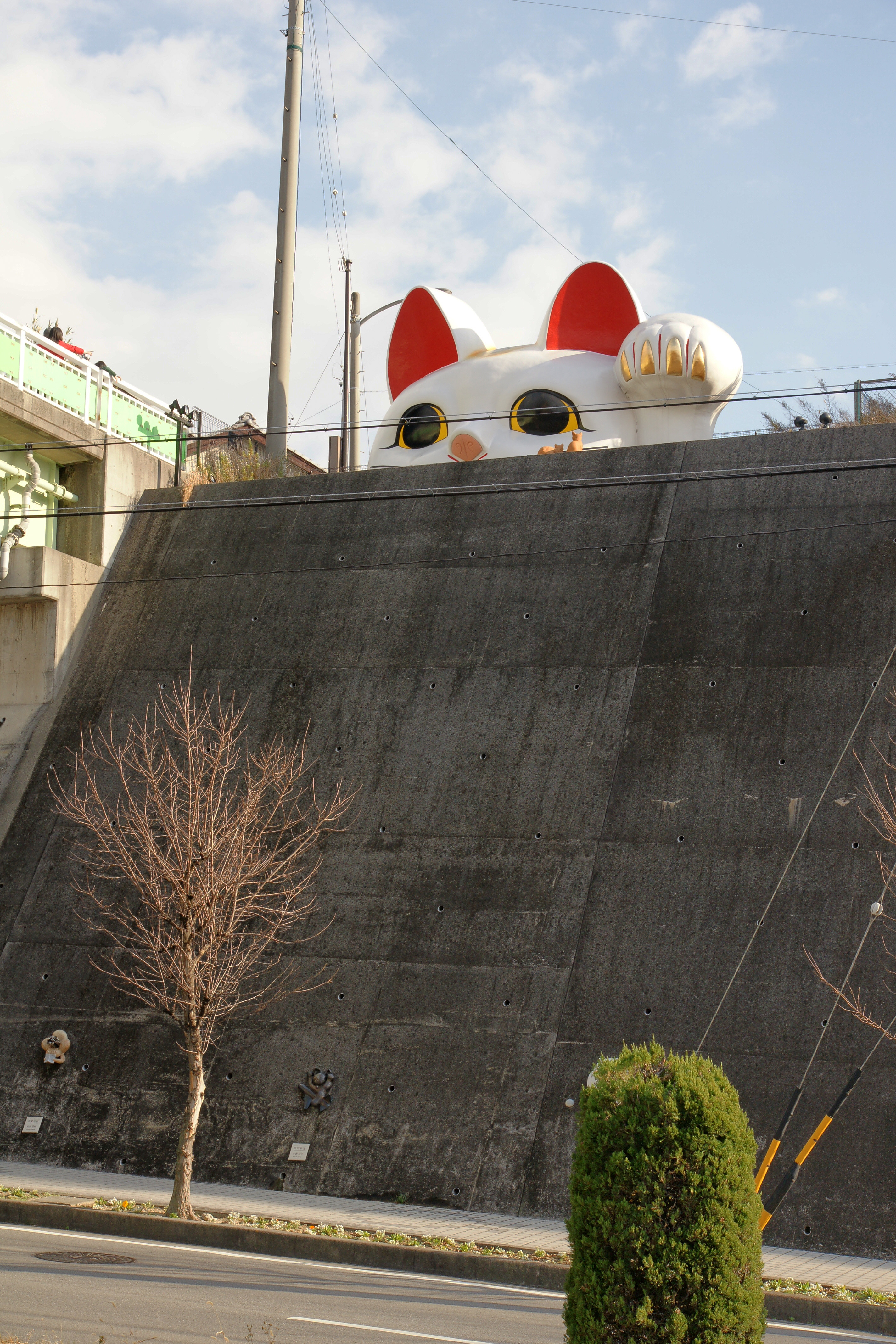
とこにゃん

とこなめ招き猫通り（とこなめまねきねこどおり）は、愛知県常滑市にある通り。名鉄常滑線常滑駅から常滑市陶磁器会館へ向かう道路である。

## 経路

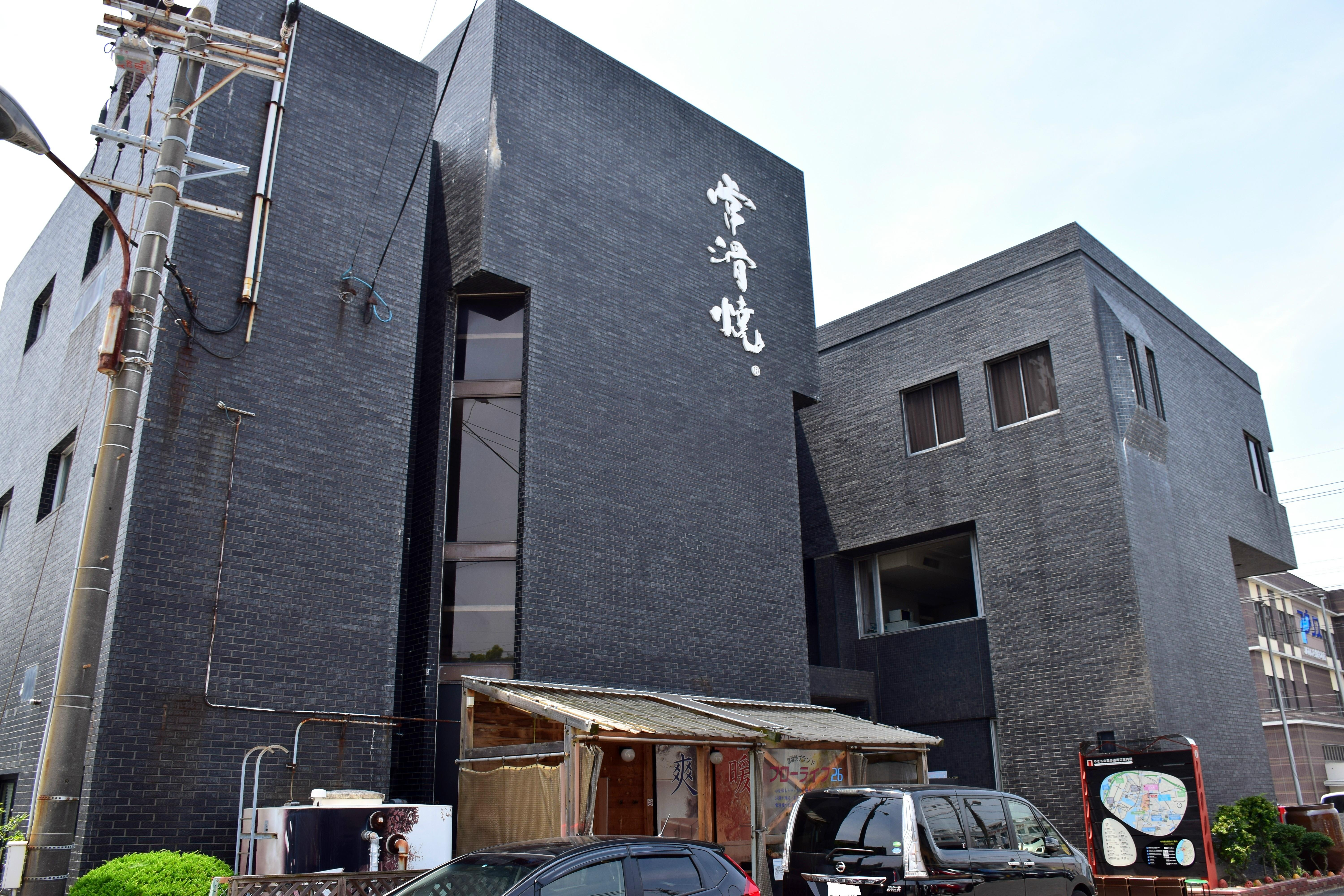
常滑市陶磁器会館

- 東行起点：陶磁器会館西交差点 - 終点：陶磁器会館前
- 西行起点：陶磁器会館前交差点 - 終点：陶磁器会館西交差点

※ とこなめ招き猫通りの名称は常滑市がつけた通称であり、道路の正式名称ではない。

## 「とこにゃん」

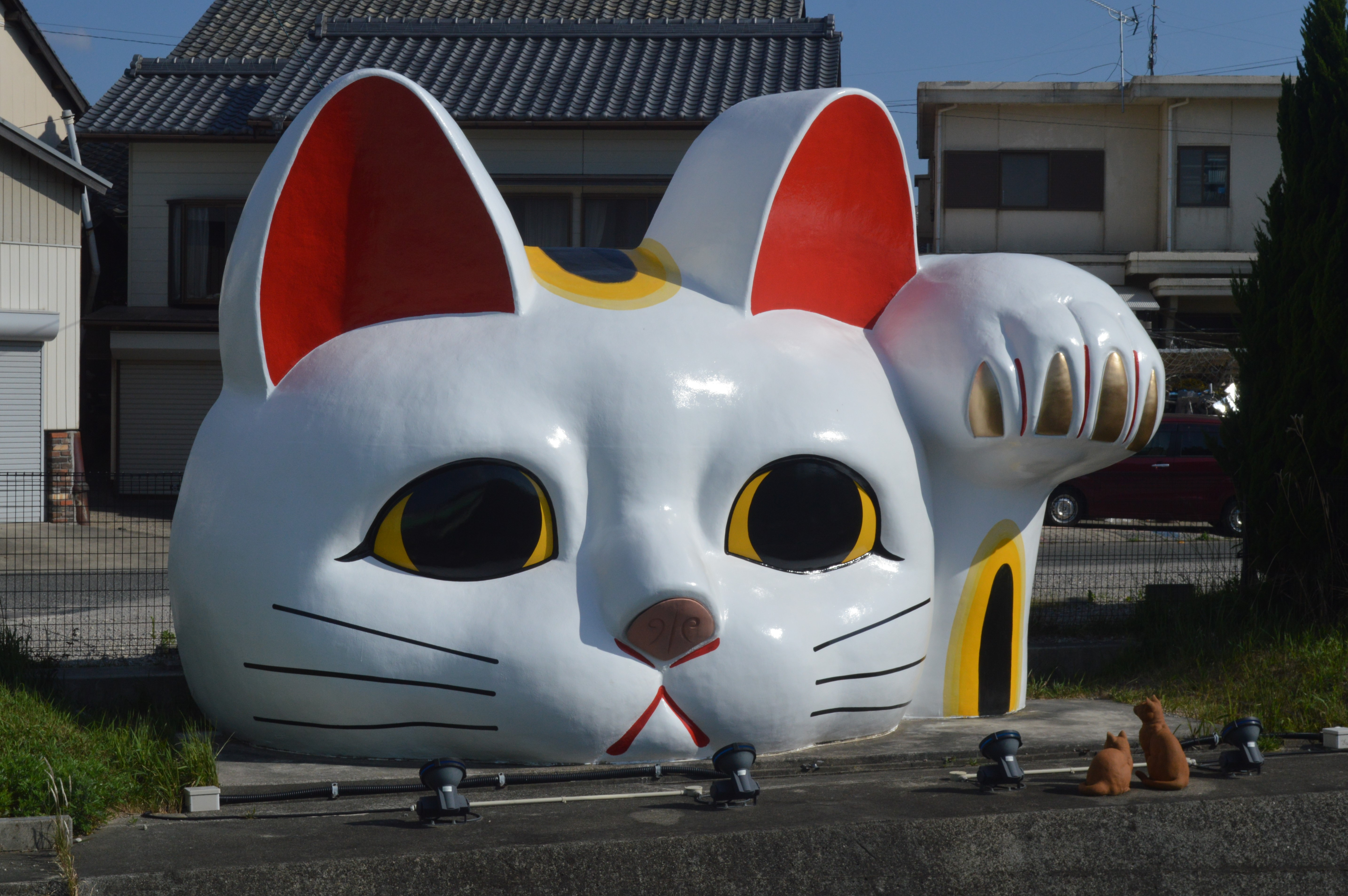
とこなめ招き猫通りを見下ろす「とこにゃん」

道路南側の壁には常滑式の巨大な招き猫である「とこにゃん」が設置されており、「とこにゃん」の幅は6.3m、高さは3.2mに達する）。「とこにゃん」のほかには陶器製の招き猫が39体、陶器製の猫が11体飾られており、陶磁器会館へ向かう道すがらで陶器に触れることができる。

## 接続する道路
- 愛知県道252号大府常滑線

## 沿線の主な施設
- 常滑市陶磁器会館